# Tortilla (Panamá)
La tortilla es un alimento de origen indígena con forma de disco, hecho a base de masa de maíz cocido, consumido de manera tradicional en la gastronomía de Panamá.
Es preparada en todo el país, variando su preparación dependiendo de la provincia. Cabe recalcar que no se debe confundir la tortilla panameña con las tortillas mexicanas y centroamericanas, dado que estas últimas se preparan a base de maíz nixtamalizado. También guarda similitud con las arepas.
Una variación de la tortilla es conocida como changa, que es la versión panameña de lo que en otros países se conoce como cachapa, changa, chorreada, maíz jojoto, tortilla de choclo o arepa de choclo.

## Historia

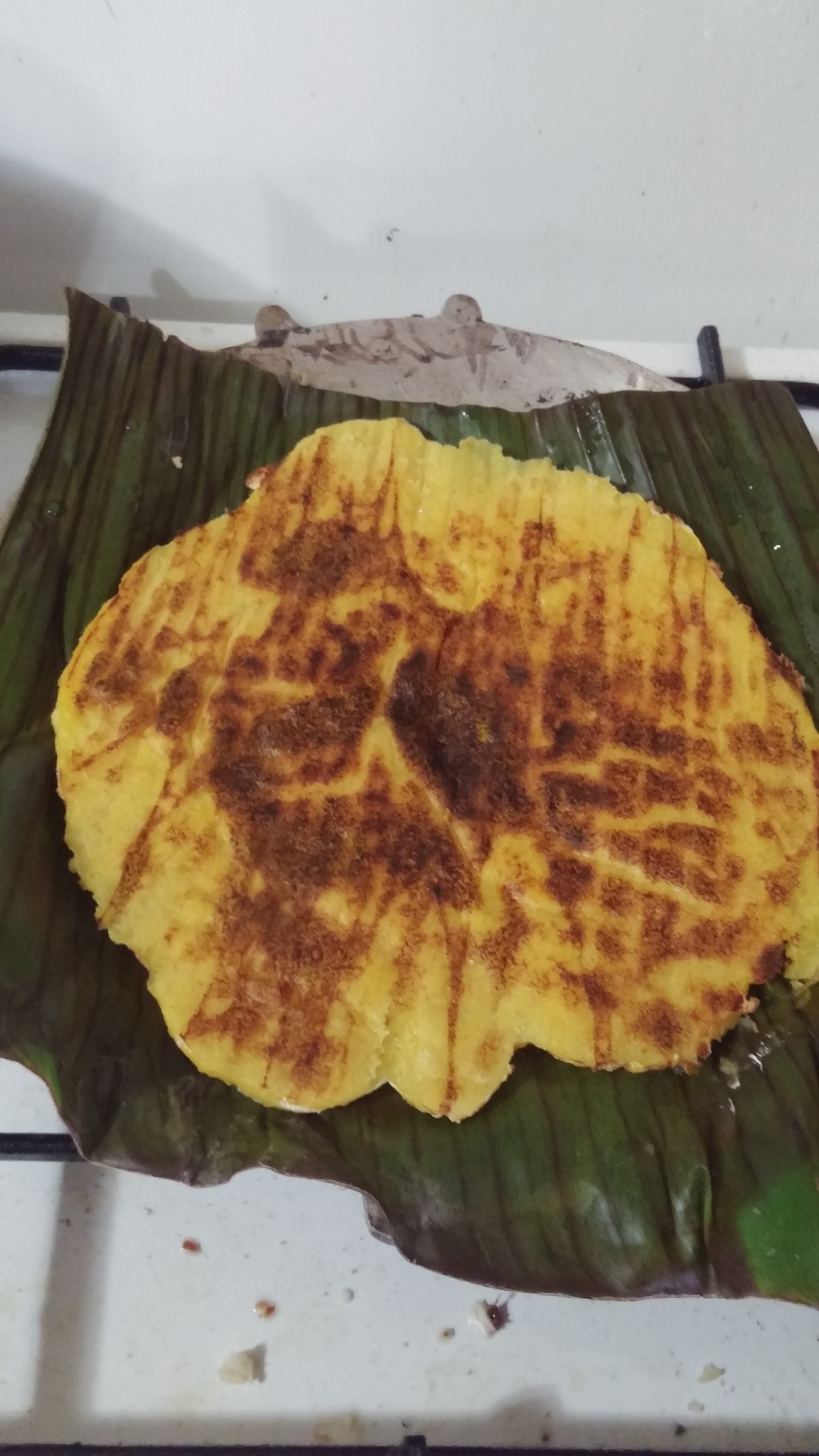
Changa.

Diego Ruiz de Campos, en 1631, en su obra «Relación sobre la Costa Panameña en el Mar del Sur», registra el consumo de la tortilla en los poblados cercanos al río Caimito al oeste de la Ciudad de Panamá:

La gente que está poblada en este dicho río del caymito cogen por más de un mil quinientas fanegas de maíz y dello se sustentan haciendo bollos y tortillas para lo cual lo echan en remojo i en unos pilones de madera grandes con dos manos de madera recia lo pilan hasta que le quitan una cascarilla que cada grano tiene por encima, la qual es dura y para que salga con facilidad lo echan en remojo i en habiendo salido la dicha cáscara queda el dicho maíz mas blanco que la nieve y luego en una piedra llana con su mano también de piedra travesada la muelen y hacen masa como de harina de España i si han de hacer bollos los hacen i embuelven en unas hojas anchas de árboles, i los lian con unos bexuquillos del monte como cordeles delgados y en una pila con agua al fuego los ponen á cocer i en hirviendo un buen rato quedan cocidos y buenos para comer i si han de hacer tortillas las hacen de medio dedo de grueso, en una cazuela de barro ancha puesta al fuego las ponen á cocer i con breveda se cuecen i están buenas para comer. Y esa orden i modo tienen en esto en todo el distrito deste gobierno fuera desta Ciudad de Panamá i con él pasan toda la vida.
Diego Ruiz de Campos (1981-1986, pp. 285)

Juan Requejo Salcedo, en 1640, en su obra «Relación Histórica y Geográfica de la Provincia Panamá», registra el consumo de la tortilla en la Ciudad de Panamá:

No se da en su territorio y término trigo, ni cebada, aunque se coge mucho maíz y yuca, de que también se hacen tortillas, que es el pan que da la tierra, muchissimo.
Juan Requejo Salcedo (1981-1986, pp. 285)

## Variedades

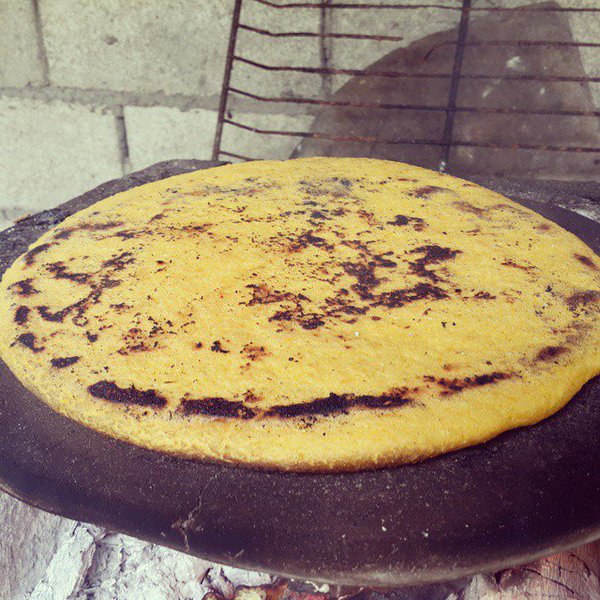
Tortilla asada.

- Tortilla frita: Preparada con maíz viejo y frita en aceite, la masa opcionalmente puede contener plátano o queso blanco rallado.
- Tortilla asada: De gran tamaño, es preparada con maíz viejo sobre una cazuela.[4]
- Changa o tortilla changa: De gran tamaño, es preparada con maíz amarillo nuevo y asada sobre una cazuela. Es propia de las provincias del interior de Panamá. La masa puede ser mezclada con queso blanco desmenuzado.[5][6]

## Categorías
- Datos: Q39082052